# 칸주루한 스타디움
칸주루한 스타디움(인도네시아어: Stadion Kanjuruhan)은 인도네시아 동자와주에 있는 경기장이다. 주로 축구 경기에 사용되며, 42,449명을 수용한다. 리가 1의 축구팀 아레마 FC의 홈구장이다. 경기장 이름은 오늘날의 말랑 지역에 있던 8세기 힌두 왕국인 칸주루한 왕국의 이름을 따서 명명된 것이다.

## 같이 보기
- 아레마 FC